# Mathieu Montcourt
Mathieu Montcourt (4. marts 1985 i Paris, Frankrig – 6. juli 2009) var en fransk tennisspiller, der blev professionel i 2002. Han nåede aldrig at vinde en ATP-turnering. 
Montcourt var 182 cm. høj og vejede 75 kg.